# Krausnick-Groß Wasserburg
Krausnick-Groß Wasserburg is een gemeente in de Duitse deelstaat Brandenburg, en maakt deel uit van het Landkreis Dahme-Spreewald. Krausnick-Groß Wasserburg telt 594 inwoners.
De gemeente is op 31 december 2001 ontstaan n.a.v. een vrijwillige samenvoeging van de tot dan toe zelfstandige gemeenten Krausnick (nedersorbisch Kšušwica) en Groß Wasserburg (nedersorbisch Wódowy Grod). Hier bevindt zich ook het tropische waterpark Tropical Islands Resort

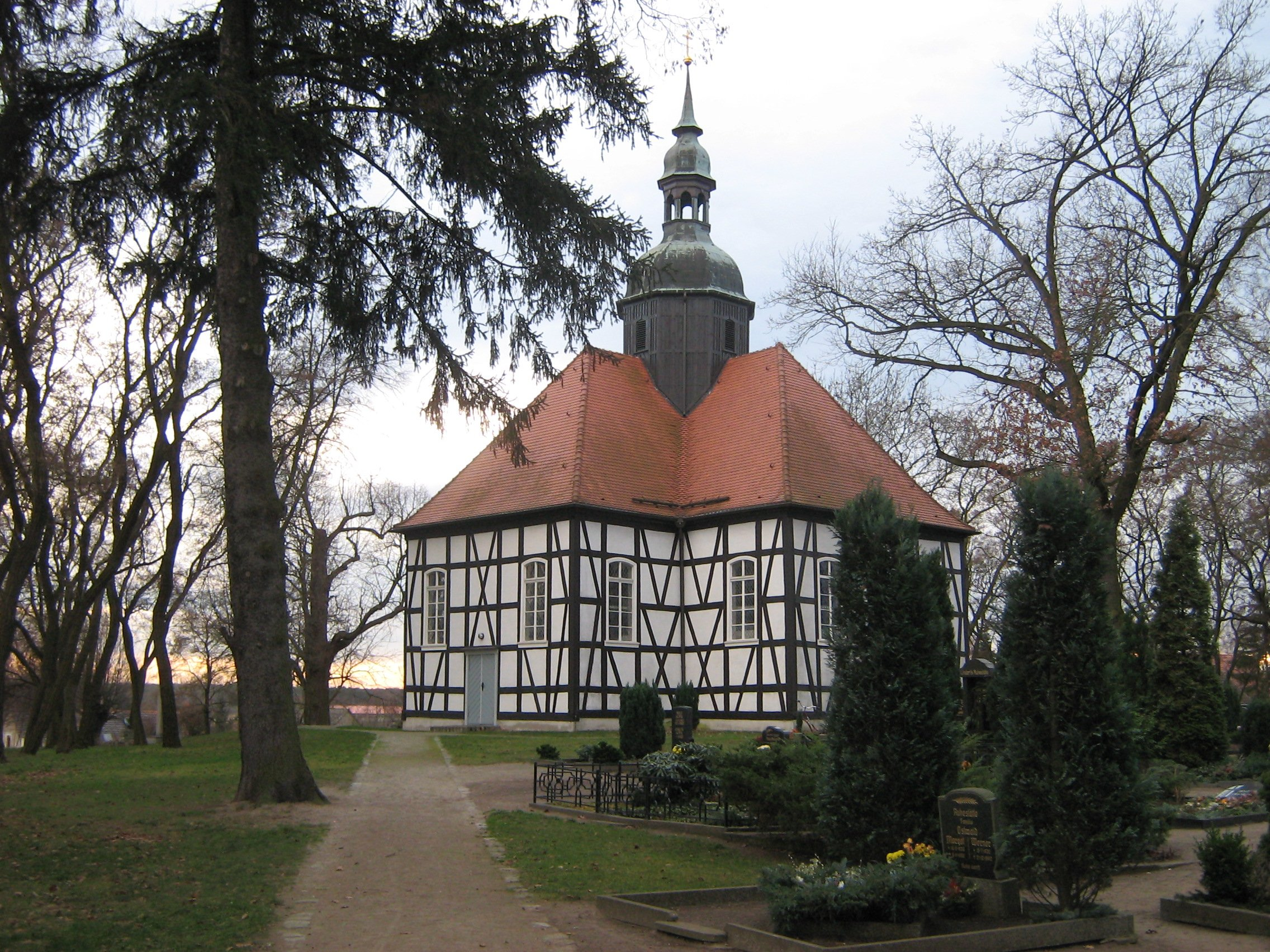
Krausnick, kerk

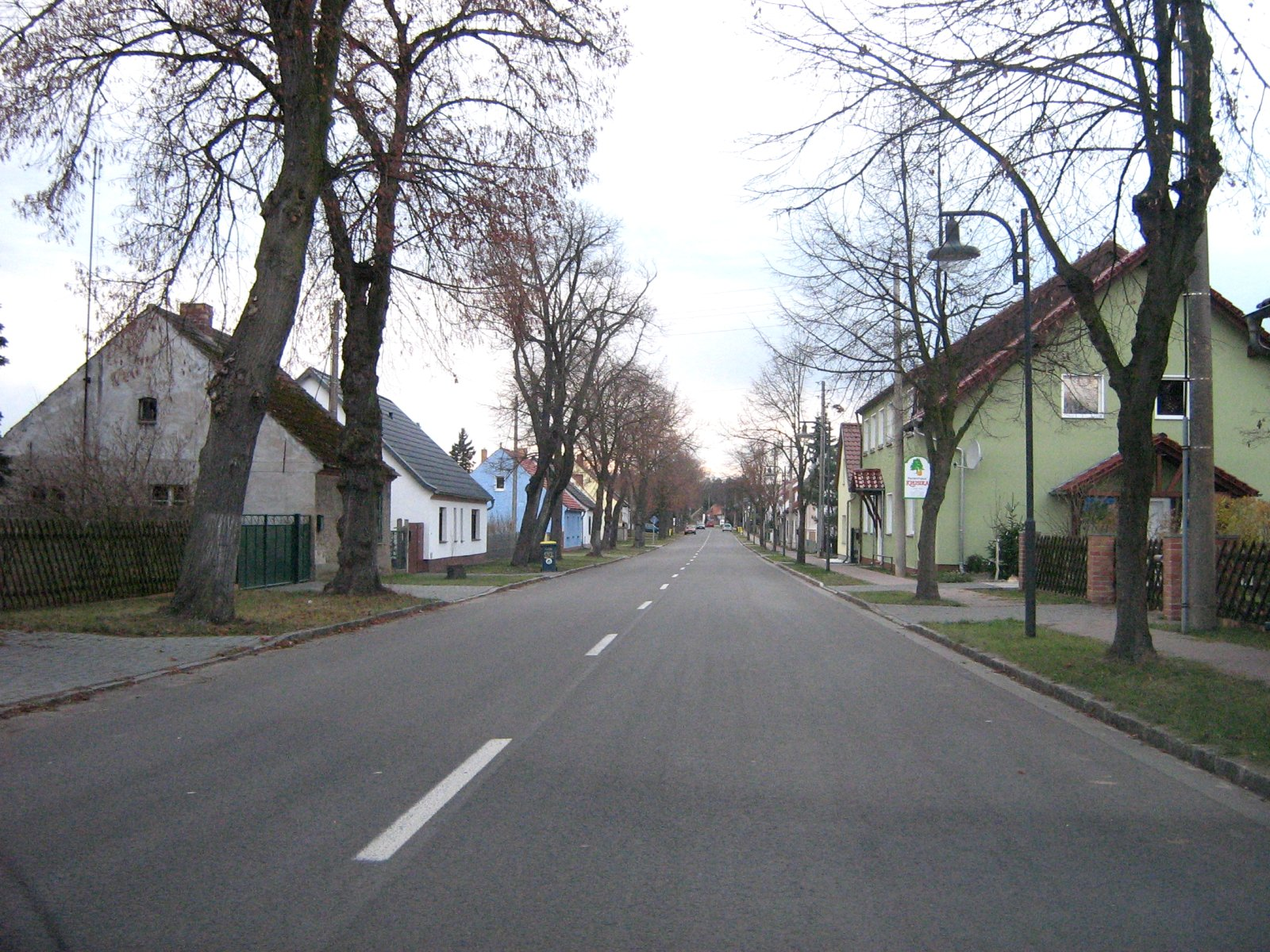
Krausnick, dorpsstraat